# Larry Langford

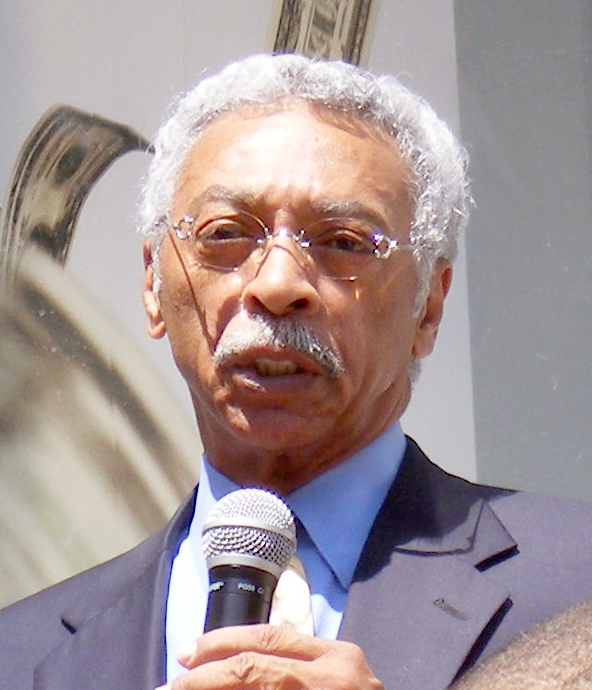
Larry Paul Langford

Larry Paul Langford (* 17. März 1948 in Birmingham, Alabama; † 8. Januar 2019 ebenda) war ein US-amerikanischer Politiker der Demokratischen Partei und von November 2007 bis Oktober 2009 der 30. Bürgermeister von Birmingham, Alabama. Im Oktober 2009 wurde er von einem Bundesgericht unter anderem der Bestechlichkeit schuldig gesprochen und später zu 15 Jahren Haft verurteilt.
Langford studierte an der University of Alabama in Birmingham und machte seinen Abschluss in Sozial- und Erziehungswissenschaften. Danach diente er in der United States Air Force. Nach seiner Rückkehr nach Birmingham wurde er dort einer der ersten afro-amerikanischen Fernsehreporter in den 1970ern. Er war für den Fernsehsender WBRC/Channel 6 (heute Fox6) tätig und bekam mehrere Auszeichnungen für seine Arbeit. 1977 wurde er in den Stadtrat von Birmingham gewählt. 1988 erfolgte seine Wahl zum Bürgermeister von Fairfield, einem Vorort von Birmingham. Dieses Amt übte er bis 2000 aus. Während dieser Zeit hob er seinen christlichen Glauben besonders hervor und zweifelte an, dass die US-Verfassung die Trennung von Kirche und Staat fordere.
Langford hinterlässt eine Frau, einen Sohn sowie zwei Enkel.